# بيدرو ثارالوكي
بيدرو زارالوكا (بالإسبانية: Pedro Zarraluki)‏ (31 ديسمبر 1954 - 2 مارس 2025)، هو كاتب روائي إسباني وُلد في برشلونة 31 ديسمبر 1954، نشر أول كتبه بعمر عشرين عام، نال العديد من الجوائز من أبرزها جائزة نادال 2005.